# Mixe
I Mixe o Mije (sempre pronunciato [ˈmihe]) sono un popolo nativo che abita le alture orientali dello stato messicano di Oaxaca. Parlano le lingue mixe che sono classificate nella famiglia linguistica delle lingue mixe-zoque, e sono più culturalmente conservativi rispetto agli altri gruppi nativi della regione, mantenendo tuttora la propria lingua. Nel 1993 il SIL International ha stimato che circa 90 000 persone parlano mixe. Il nome che i Mixe danno a se stessi è ayuujkjä'äy, che significa "persone che parlano la lingua della montagna". Il termine "Mixe" probabilmente deriva dal nahuatl "nuvola": mīxtli.

## Geografia
La regione in cui abitano i Mixe è nota come Sierra Mixe, e si trova a nord-est della città di Oaxaca. Confina con la Valle di Oaxaca a sud-ovest, con le pianure di Tehuantepec ad est, e con le alture di Choapam e lo stato di Veracruz a nord. Questa zona aspra e remota fa parte della Sierra Madre Occidentale. I Mixe occidentali vivono in una zona montagnosa temperata con grandi centri Mixe a San Pedro e Pablo Ayutla (chiamata in Mixe Tu'ukyom), Tlahuitoltepec (Xemgɨxp) e Totontepec (Añkɨwam). Qui, ad un'altitudine di oltre 2400 metri, si producono mais, fagioli, patate e squash. I Mixe centrali si trovano nella zona di Zacatepec (Mɨɨygɨxy) e Juquila (Kɨngɨ'ɨm), in cui si producono caffè e chili. I Mixe orientali vivono vicino alla città di Matías Romero nelle pianure tropicali dell'Istmo di Tehuantepec, Qui, ad un'altezza variabile tra i 35 ed i 1000 metri, si trovano raccolti tropicali quali banane, platani e canna da zucchero. I confini della regione Mixe sono abitati da Zapotechi e Chinantechi, con i quali i Mixe hanno alcuni contatti. La regione Mixe è bagnata da tre grandi fiumi: il Papaloapan, il Coatzacoalcos ed il Tehuantepec. Tre picchi della Sierra Mixe raggiungono un'altezza di almeno 3300 metri, e sono il Cempoaltepetl (in Mixe Ipxyukp, "la montagna di venti teste"), il Cerro Blanco ed il Cerro Malinche.

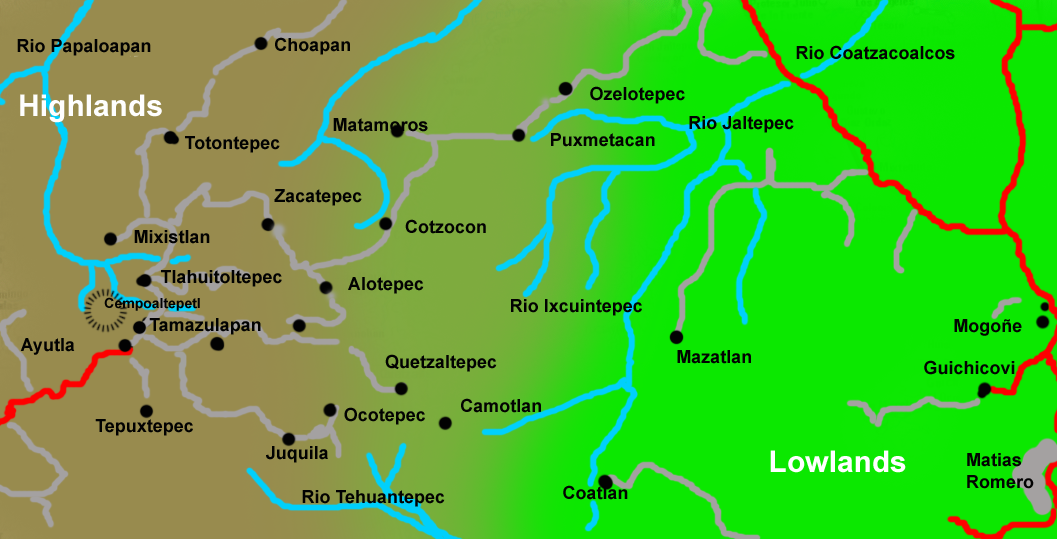
Principali città della regione Mixe

## Storia
Si pensa che gli antenati dei Mixe e degli Zoque fossero Olmechi, la prima grande civiltà della Mesoamerica. In ogni caso gli stessi Mixe non si associano agli Olmechi, ma secondo una leggenda Mixe i loro antenati partirono dalle Ande sudamericane e giunsero in Messico via nave. Secondo il mito della migrazione Mixe, essi si insediarono sulla montagna sacra Cempoaltepetl, dove guidati dal leggendario re Condoy costruirono un regno potente. Non si conosce quasi nulla dei Mixe del periodo precoloniale, dato che sono rimasti pochi reperti archeologici nella zona, ed anche le fonti scritte sono scarse da questo punto di vista. Si sa che né il regno zapoteca di Zaachila né gli Aztechi riuscirono a sottomettere completamente i Mixe.
Dopo la conquista spagnola del Messico centrale e della valle di Oaxaca, un gruppo di spagnoli guidati da Diego Sandoval fu mandato a nord nella Sierra Mixe con l'obbiettivo di sottomettere Mixe e Chinantechi. La spedizione fallì ed i Mixe rimasero liberi. Anche Hernán Cortés li cita in una sua lettera destinata al re di Spagna, affermando che le province di Zapotechi e Mixe erano le uniche che rimanevano da conquistare.
(Hernán Cortés, Quarta lettera a re Carlo V)
Nel 1555 avvenne il primo contatto pacifico tra spagnoli e Mixe, quando l'Ordine dei Frati Predicatori iniziò la propria conquista spirituale dei Mixe. Costruirono chiese e missioni a Juquila, Totontepec e Quetzaltepec. I Mixe si vantano ancora del fatto che non sono mai stati conquistati.

## Cultura
I Mixe vivono soprattutto della coltivazione di mais, fagioli, squash e patate, unendola alla caccia di piccoli animali ed alla pesca effettuata nei piccoli fiumi e nei torrenti. Nel secolo scorso le terre Mixe hanno iniziato a commercializzare caffè, solitamente tramite piccoli produttori che vendono i loro chicchi tostati ai compratori che giungono dall'esterno. In alcune città vengono tessuti abiti tradizionali tramite telai caratteristici, mentre altre città producono soprattutto ceramiche.

### Lingua
La lingua Mixe è un ramo mixeano della famiglia delle lingue mixe-zoque. Suoi parenti stretti sono le lingue Sayula Popoluca e Oluta Popoluca parlate a Veracruz. La lingua è polisintetica, ergativa ed utilizza un sistema di diretto-inverso per i participi. Può essere divisa in tre aree dialettali: Mixe delle alture (quello settentrionale è parlato a Totontepec e quello meridionale attorno a Tlahuitoltepec, Ayutla e Tamazulapan), Mixe centrale (parlato vicino a Juquila e Zacatepec) e Mixe delle pianure (parlato vicino a Guichicovi). Le lingue Mixe sono poco documentate, e molte delle loro varianti non lo sono per nulla. Sono meglio documentati i dialetti di Totontepec, Ayutla e Coatlán per i quali sono stati pubblicati dal SIL international dizionari e semplici grammatiche.

### Struttura sociale
Oltre al nucleo familiare, una parte importante della struttura sociale Mixe è rappresentata dal
sistema cargo, che è parte integrante della società Mixe. Nel sistema cargo esistono numerose cariche civili e religiose chiamate "cargos", che vengono ricoperte a turno dagli uomini di ogni villaggio. Gli incaricati hanno responsabilità di interesse pubblico quali l'organizzazione e lo svolgimento di certi riti religiosi, l'attenzione per le immagini sacre, o il sostentamento. Un cargo è svolto a titolo gratuito e dura un anno. Alcuni cargo comprendono anche importanti impegni finanziari per coloro che li svolgono. Le persone che hanno ricoperto numerose cariche sono rispettate, ed i pochi che hanno svolto tutti i possibili cargo fanno parte del consiglio degli anziani. Con la conversione di numerosi Mixe a diversi rami del protestantesimo, l'utilizzo del sistema dei cargo è stato criticato in molte città, portando anche a tensioni sociali.

### Religione
La religione Mixe è perlopiù un blando sincretismo della Chiesa cattolica unita alle tradizioni dei loro culti tradizionali. Per molti Mixe non c'è contraddizione tra i principi del Cattolicesimo e il rispetto del culto tradizionale e dei relativi rituali.
In aggiunta ed in modifica del sistema cattolico, i Mixe mantengono un pantheon di dei che rappresentano alcuni aspetti della vita. Tra questi:
- Poj 'Enee ("Vento del tuono"), un dio della fertilità e della pioggia che è anche protettore delle città Mixe
- Naaxwiiñ ("Superficie della terra"), una dea della fertilità e della terra
- Yuuk, il "possessore di animali" e la divinità degli animali selvatici e della caccia
- Hɨgɨñ, una dea dei fiumi e delle sorgenti, venerata dai pescatori
- Mɨjku, un dio della ricchezza, della fortuna, degli uragani, della morte e dell'oltretomba, spesso equiparato al diavolo del cattolicesimo.[9]

I Mixe sono tra le poche comunità contemporanee indigene della Mesoamerica ad utilizzare tuttora il calendario rituale da 260 giorni, utilizzato un tempo in tutta la Mesoamerica nel periodo precolombiano. I Mixe utilizzano il calendario rituale per la divinazione, per la pianificazione dei riti ed al fine di scegliere i nomi da dare ai bambini. I Mixe hanno due nomi: un nome che dipende dal calendario in lingua Mixe dato alla nascita, ed un nome spagnolo dato al momento del battesimo.
Anche il nagualismo fa parte delle credenze religiose Mixe: i Mixe credono che ogni persona sia nata simultaneamente con un animale, il quale ne diventa il Tso'ok (nahual/controparte animale). L'animale contiene parte dell'anima della persona, ed i due condividono un destino comune.